# Uwe Rosenberg

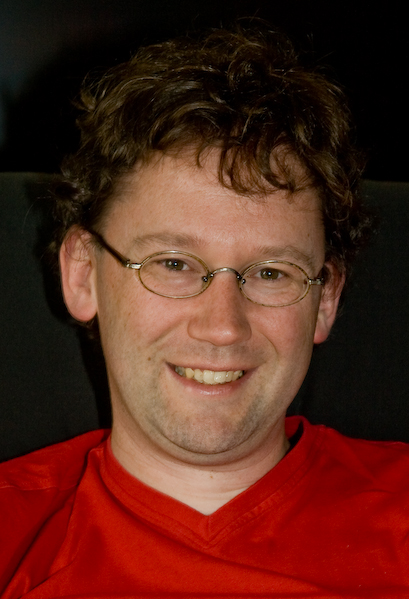
Uwe Rosenberg

Uwe Rosenberg (sinh ngày 27 tháng 3 năm 1970 tại Aurich, Niedersachsen) là một nhà thiết kế game người Đức. 
Rosenberg được biết đến với các trò chơi trên bàn do ông tạo ra như Bohnanza, Agricola và Le Havre.
Năm 2000 ông thành lập công ty phát hành game Lookout Games cùng với vài người đồng nghiệp thiết kế game khác. Công ty này phát hành một số bản mở rộng của game Bohnanza.
Kể từ năm 2005 ông bắt đầu tập trung thiết kế các game có tính kinh tế: 
- Agricola ra đời tháng 10 năm 2007
- Le Havre ra đời tháng 10 năm 2008
- At the gates of Loyang ra đời tháng 10 năm 2009
- Ora et Labora ra đời năm 2011.

Ông cưới Susane Balders vào ngày 18 tháng 5 năm 2007. Ông đang sống tại Gütersloh và làm việc tại studio của mình tại Dortmund.

## Trò chơi
- Bohnanza (1997)[1]
- Mamma mia (1998)[2]
- Babel (2000)[3]
- Bali (2001)[4]
- Agricola (2007)[5]
- Le Havre (2008)[6]
- At the Gates of Loyang (2009)[7]
- Merkator (2010)[8]
- Ora et Labora (2011) [9]
- Agricola: All Creatures Big and Small (2012)[10]
- Le Havre: The Inland Port (2012)[11]
- Caverna (2013)[12]
- Glass Road (2013)[13]
- Patchwork (2014)[14]
- Fields of Arle (2014)[15]
- Hengist (2015)
- A Feast for Odin (2016)[16]
- Cottage Garden (2016)[17]
- Caverna: Cave vs. Cave (2017)[18]
- Indian Summer (2017)[19]
- Nusfjord (2017)[20]
- Reykholt (2018)[21]
- Spring Meadow (2018)
- Caverna: Cave vs. Cave - Era II (2018)